# Floyd Council
Floyd Council (2 de septiembre de 1911-9 de mayo de 1976) fue un guitarrista y cantante estadounidense de blues. Se convirtió en un conocido profesional del Piedmont blues en el sureste de los Estados Unidos en la década de 1930.
Nació en Chapel Hill, Carolina del Norte, hijo de Harrie y Lizzie Council. Floyd comenzó su carrera musical en las calles de Chapel Hill en la década de 1920, actuando con dos de sus hermanos, Leo y Thomas Strowd como "The Chapel Hillbillies". Grabó en dos ocasiones para ARC en sesiones con Blind Boy Fuller a mediados de los años treinta, todos ejemplos del estilo Piedmont.
Council sufrió un derrame cerebral a finales de los sesenta que paralizaron parcialmente sus músculos de la garganta y ralentizaron sus habilidades motoras, pero no dañaron sus habilidades cognitivas. Peter B. Lowry intentó grabarle en 1970 pero Floyd nunca recuperó su capacidad para cantar o tocar. 
Council murió en 1976 de un ataque al corazón, después de trasladarse a Sanford, Carolina del Norte.

## El Floyd en Pink Floyd
Syd Barrett, de la banda inglesa de rock psicodélico Pink Floyd, adoptó el nombre de la banda al yuxtaponer los nombres de Council y del cantante de blues Pink Anderson. Barrett se fijó en los nombres en los créditos del LP de 1962 de Blind Boy Fuller (Philips BBL-7512). El texto, escrito por Paul Oliver, era el siguiente: 

Curley Weaver and Fred McMullen, (...) Pink Anderson or Floyd Council - these were a few amongst the many blues singers that were to be heard in the rolling hills of the Piedmont, or meandering with the streams through the wooded valleys
cita original

Curley Weaver y Fred McMullen, (...) Pink Anderson o Floyd Council - estos eran algunos entre los muchos cantantes de blues que podían escucharse en las onduladas colinas de Piedmont, o serpenteando con los arroyos entre los arbolados valles
traducido al español

## Discografía
No hay vinilos disponibles donde aparezca exclusivamente el trabajo de Council. Sin embargo el CD Carolina Blues recopila seis canciones grabadas por él: I'm Grievin and I'm Worryin, I Don't Want No Hungry Woman, Lookin' For My Baby, I'm Broke and I Ain't Got a Dime, Runaway Man Blues y Working Man Blues.
En una entrevista realizada a Council en 1969 declaró que había grabado 27 canciones durante su carrera, siete de las cuales acompañando a Blind Boy Fuller. El Complete Recorded Works de Fuller contiene canciones en las que Council tocaba la guitarra.